# Birgit Kayser
Birgit Kayser geb. Klima (* 7. August 1952 in Magdeburg) ist eine deutsche Politikerin (CDU). 1990 gehörte sie der frei gewählten Volkskammer der DDR an.

## Leben und Beruf
Birgit Kayser ist die Tochter eines Zahnarztes und einer Sekretärin. Sie besuchte von 1958 bis 1968 die Polytechnische Oberschule (POS), absolvierte von 1968 bis 1971 eine Berufsausbildung mit Abitur und erreichte nach einem vierjährigen Studium 1975 den Abschluss einer Diplomlehrerin für Deutsch und Russisch. Anschließend lehrte sie bis 1990 an der POS „Wilhelm Pieck“ in Blankenburg (Harz). Von 1991 an arbeitete sie als schulfachliche Referentin im Schulaufsichtsdienst.
Kayser ist evangelisch, verheiratet und hat ein Kind. 

## Politik
Kayser trat bereits 1971 der CDU bei und war von 1977 bis 2013 Vorsitzende des CDU-Ortsverbandes Blankenburg (Harz). Nach der ersten und einzigen freien Volkskammerwahl 1990 gehörte sie bis zur Wiedervereinigung am 3. Oktober 1990 der Volkskammer der DDR an. Dort gehörte sie zu den parlamentarischen Geschäftsführern der CDU/DA-Fraktion.
Viele Jahre gehörte Birgit Kayser dem Stadtrat von Blankenburg an. Sie fungierte dort insbesondere als Ratsvorsitzende und Vorsitzende der CDU-Fraktion.